# Estació Central de Brasil
Estació Central de Brasil , títol original Central do Brasil, és una pel·lícula franco-brasilera de Walter Salles estrenada el 1998. Ha estat doblada al català

## Central do Brasil en l'obra de Walter Salles
Nascut el 1956, Walter Salles és una de les principals figures del renaixement d'un cinema brasiler que havia desaparegut quasi durant prop d'una desena d'anys, després de la generació del "Cinema Novo" dels anys 1960 (Glauber Rocha, Carlos Diegues...)
Després d'Exposure (1991) realitza amb Daniela Thomas Terra llunyana  que obté el premi de la "Millor pel·lícula de l'any 1996" al Brasil. Amb una magnífica imatge en blanc i negre, conta la història d'un jove brasiler de São Paulo, Paco, la mare del qual acaba de morir, i que decideix anar al descobriment de Lisboa, que la seva mare considerava com una "Terra promesa". Allà, troba una cambrera brasilera, Alex, amb la qual intentarà escapar a una organització mafiosa especialitzada en el tràfic de droga i d'objectes valuosos.
 Però sobretot és l'escriptura negra i poètica d'aquesta pel·lícula que ha fet conèixer l'originalitat d'un autor que s'assenta amb ganes a Central do Brasil. L'any anterior havia dirigit per a ARTE un episodi de la sèrie "l'Any 2000" vist per... Walter Salles.

## Argument
A Rio de Janeiro, Josué, un jove de deu anys, la mare del qual ha estat víctima d'un accident de circulació, es troba sense família. Dora, una mestra jubilada, exercint l'ofici d'escriptora pública al hall de l'estació, l'ajudarà a trobar el seu pare a l'àrida regió del Sertão (Nordeste). En el transcurs d'aquest viatge iniciàtic, els dos personatges es descobriran progressivament l'un a l'altre.
Una pel·lícula extremadament emocionant que descriu el difícil aprenentatge de la vida per al nen, i per a Dora, el dolorós descobriment d'ella mateixa.
Os d'or a Berlín i Premi a la millor actriu per a aquest realitzador procedent del cinema publicitari i documental.

## Comentari
Sense ser un documental-ficció, Central do Brasil no perd mai l'ocasió d'informar-nos de certs aspectes d'una realitat social prou fosca: escriptor públics, nens vagabonds, tràfic d'òrgans, trens atapeïts, alcoholisme, violència, loteries... Però la imatge del Sertão que ens proposa Central do Brasil és molt diferent a aquella donada pel "Cinema Novo" als anys 1960. La severitat de la terra aquí és endolcida en benefici d'una mirada que subratlla permanentment la bellesa i la immensitat dels paisatges salvatges.
El nen de la pel·lícula representa l'esperança de la generació ascendent. És "l'àngel-transformador" de la fatalitat, exigint dels adults que agafin les seves responsabilitats. Dora acabarà descobrint els valors morals i les qualitats humanes que la ciutat li havia fet oblidar. Central do Brasil deixa emergir a poc a poc la idea d'un món en el qual l'acció hauria vençut finalment l'apatia, la solidaritat a l'individualisme, i la confiança al menyspreu.
En aquesta esperança, el cinema tindria un paper a jugar com ho mostra la simbologia de les imatges finals: una petita foto que reuneix, més enllà del temps, l'espai i les diferències.

## Repartiment

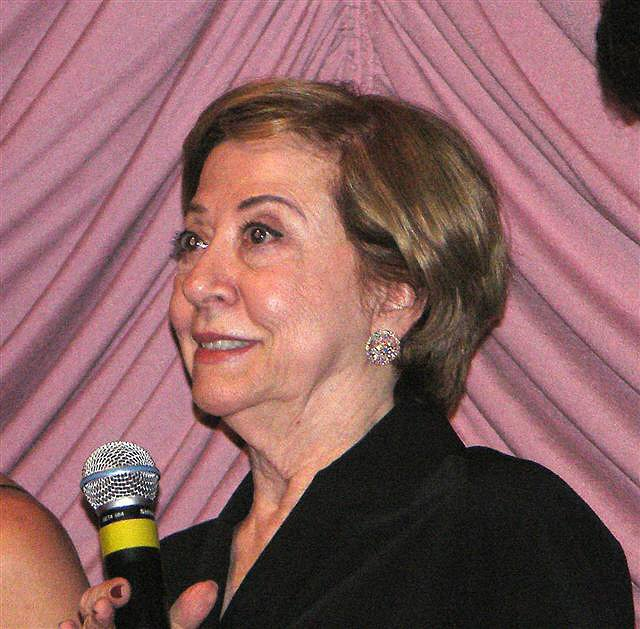
Fernanda Montenegro

- Fernanda Montenegro: Dora
- Vinícius de Oliveira: Josué
- Marilia Pêra: Irene
- Sola Lira: Ana, mare de Josué
- Othon Bastos: Cesar
- Otávio Augusto: Pedrão
- Stela Freitas: Yolanda
- Matheus Nachtergaele: Isaías
- Caio Junqueira: Moisés

## Premis i nominacions

### Premis
- Oscar a la millor pel·lícula de parla no anglesa
- BAFTA a la millor pel·lícula de parla no anglesa per Arthur Cohn, Martine de Clermont-Tonnerre i Walter Salles
- Festival Internacional de Cinema de Berlín Os d'Or per Walter Salles
- Festival Internacional de Cinema de Berlín Os d'argent a la millor actriu per Fernanda Montenegro.
- Festival Internacional de Cinema de Berlín Premi del Jurat per Walter Salles.
- Globus d'Or a la millor pel·lícula estrangera

### Nominacions
- Oscar a la millor actriu per Fernanda Montenegro
- César a la millor pel·lícula estrangera per Walter Salles.
- Globus d'Or a la millor actriu dramàtica per Fernanda Montenegro